# Ayoub Oufkir
Ayoub Oufkir (4 gennaio 2006) è un calciatore olandese, attaccante dello Sparta Rotterdam.

## Carriera

### Club
Oufkir è cresciuto nel settore giovanile dello Sparta Rotterdam ed ha firmato il suo primo contratto professionistico il 15 agosto 2024. Ha debuttato in prima squadra due giorni più tardi nell'incontro di Eredivisie pareggiato 1-1 contro il Twente dove ha fornito a Tobias Lauritsen l'assist per il gol del pareggio nei minuti di recupero del secondo tempo.

### Nazionale
Ha giocato nella nazionale olandese Under-19.

## Statistiche

### Presenze e reti nei club
Statistiche aggiornate al 5 novembre 2024.’’
| Stagione        | Squadra          | Campionato      | Campionato | Campionato | Coppe nazionali | Coppe nazionali | Coppe nazionali | Coppe continentali | Coppe continentali | Coppe continentali | Altre coppe | Altre coppe | Altre coppe | Totale | Totale |
| Stagione        | Squadra          | Comp            | Pres       | Reti       | Comp            | Pres            | Reti            | Comp               | Pres               | Reti               | Comp        | Pres        | Reti        | Pres   | Reti   |
| --------------- | ---------------- | --------------- | ---------- | ---------- | --------------- | --------------- | --------------- | ------------------ | ------------------ | ------------------ | ----------- | ----------- | ----------- | ------ | ------ |
| 2022-2023       | Jong Sparta      | 2D              | 15         | 0          |                 | -               | -               |                    | -                  | -                  |             | -           | -           | 15     | 0      |
| 2023-2024       | Jong Sparta      | 2D              | 2          | 0          |                 | -               | -               |                    | -                  | -                  |             | -           | -           | 2      | 0      |
| 2024-2025       | Sparta Rotterdam | ED              | 4          | 0          | CO              | 0               | 0               |                    | -                  | -                  |             | -           | -           | 4      | 0      |
| Totale carriera | Totale carriera  | Totale carriera | 21         | 0          |                 | 0               | 0               |                    | -                  | -                  |             | -           | -           | 21     | 0      |